# Hadakozó fejedelemségek kora (Japán)

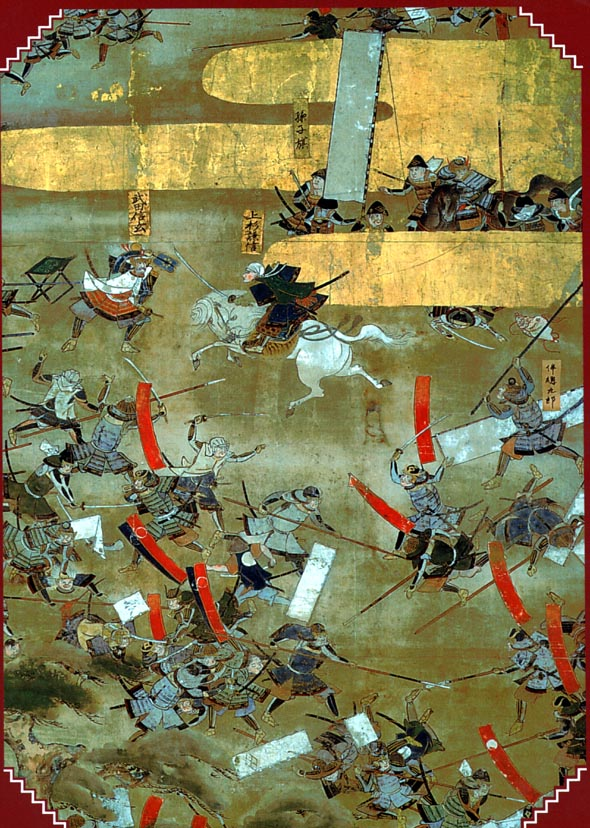
A kavanakadzsimai csata (1561)

Mielőtt Japán szinte teljesen elzárkózott volna a külvilágtól, és megkezdődött volna a mintegy 260 éves békés korszaka a korai modern korban, a japán középkorban, a Muromacsi-korszak (japánul: 室町時代, Muromacsi dzsidai ) második felében (1467-1568/1573/1603) az országot súlyos harcok szabdalták szét.  Gyakorlatilag megszűnt a központi hatalom és kormányzás, aminek következtében a tartományok függetlenedtek, ezáltal „kiskirályságok” jöttek létre. A korszakot magyarul a hadakozó fejedelemségek korának mondhatjuk (japánul: 戦国時代, szengoku dzsidai ), ami azonos egy másik, kínai korszak nevével.  Ennek a két időszaknak azért azonos a neve, mert Kínában az i.e. 5-3. századig szintén hasonló jellemzőket mutató korszak zajlott, amikor Kína sok kisebb területre, fejedelemségre hullott szét. Végül Kínában is ugyanúgy a központpontosításra való törekvést hozta magával a széttagoltság. Japán e történelmi korára nagyon illik az a jellemzés, hogy egy nagyurak által szétdarabolt, központi irányítás nélküli országot egységesítettek, ugyanis több, mint száz éven át csaknem folyamatos háborúskodások, csatározások folytak csaknem 250 tartomány között, ami szükségszerűen vezetett végül a későbbi korokban az egységesítési törekvésekhez. Ebben a korban a régi rend minden maradványa, legyen szó akár a vagyon, hatalom, vagy az ideológia feletti ellenőrzésről, teljes mértékben megsemmisült, ami újfajta hatalmi bázisokhoz vezetett. Ebben az új „rendszerben” a hatalomra éhes hadurak célja mindig a területszerzés volt, ami az életben maradásukat is jelentette. Ennek köszönhetően fordultak egymás ellen ezek a „kiskirályok”. Mivel ezt az időszakot bátran mondhatjuk a feudális anarchia korszakának, amikor a káosz „rendje” uralkodott, ezért bármikor megeshetett az – minthogy az meg is esett hamar és könnyen – hogy az alacsonyabb rangú, gyengébb, akár vazallus urak megtámadták, és könnyen legyőzték a nagyobb és hatalmasabb nagyurakat. Viszont ez a gyengékből lett erősekkel szintén újra megeshetett bármikor ezekben az instabil időkben újra és újra. Ezért hívják másképpen a korszakot a Gekokudzsó (japánul: 下剋上) korszakának, azaz azt az időszakot, amikor „az alsók legyőzik a fölsőket”. Ez a káosz egészen az 1590-es évekig tartott, míg a „legvégső győztes”, aki minden tartományurat legyőzött és egyesítette az országot uralma alatt. 
A korszak kezdetét az 1467-ben bekövetkező Ónin-háború kitörésére teszik, ekkoriban bomlott meg ugyanis a sóguni hatalom stabilitása. A politikai bizonytalanság csak az 1603-ban kezdődő Edo-kor idejére szűnt meg, de mivel ez egy hosszú folyamat eredménye volt, a történészek körében nincs egyetértés a Szengoku dzsidai végét illetően. Egyesek Oda Nobunaga 1568-as kiotói bevonulásáig számítják, mások döntő pontnak az utolsó Asikaga-sógun Kiotóból való elűzését tartják 1573-ban, megint mások pedig az Edo-kor kezdetében látják csak az évszázados felfordulás lezárultát. Ezt a 16. század végére eső időszakot, amikor is az ország végső egyesítése zajlott, Azucsi–Momojama-kornak is nevezik.

## Kezdetek

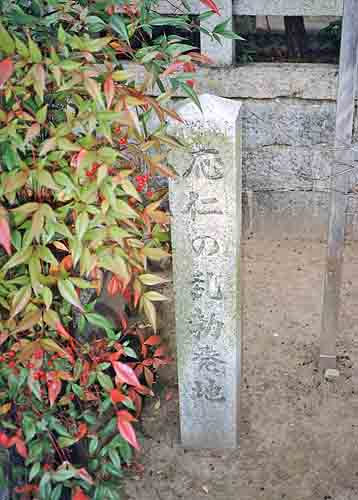
Az Ónin-háború kitörésének kezdőpontját jelölő emlékmű Kiotóban

A kezdetét 1467-re szokták datálni, amikor Kiotó északi részén, a Kamigjóban fegyveres összetűzésre került sor két nagy daimjó család, a Hoszokavák és a Jamanák között. Az ok az eredményhez képest triviális: egy vitatható örökösödési ügyet nem tudtak szóban rendezni, így fegyvert ragadtak egymás ellen a fővárosban. És mivel az sűrűn lakott volt, szűk utcákkal és kis térrel, az „akadályokat”, vagyis a harcok során útban lévő épületeket is sorra kezdték lerombolni.
Így vette kezdetét 1467. március 5-én a fővárosban és környékén a tizenegy évig tartó Ónin-háború (japánul: 応仁の乱, Ónin no ran), ami később átterjedt a város déli Simogjó negyedére és számos más környező elővárosra is. A harcok végül a központi ügyek és hatalom ellenőrzéséért folytak. Ennek eredményeként a város nagy részben elpusztult, a tehetősebbek, akik megtehették elmenekültek, a köznép szenvedett a harcok okozta nyomorúságoktól, míg a szomszédos települések lakosai pedig felvették a harcot az őket fosztogató szamurájok ellen. Ennek eredményei mind rögtön, mind később is erősen érezhetőek voltak. Kiotó gyakorlatilag teljesen megsemmisült, a központi hatalom jelképei romokban hevertek, nem csak maga a központi hatalom. Maguk a kiotóiak pedig a szemük előtt láthatták elveszni azt a ragyogó városukat, otthonukat, mely egykoron dicsőségben pompázott. A város pedig két részre szakadt településsé zsugorodott, ami már csak árnyéka volt egykori önmagának. Nem csoda, hogy bár ez a 11 éves háborúskodás nem volt más, csak hevesebb, mint a vidéki harcok ebben a száz évben, mégis katasztrófaként élték meg a városlakók.

## Az Ónin-háború következményei
Ezeknek a zavargásoknak eredménye volt még továbbá, hogy ekkor csúszott át a központi hatalom az Asikaga-sógunátus kezéből végérvényesen a vidéki daimjók kezébe, ezáltal természetes, hogy nem maradt fenn tovább semmiféle egységes, központi hatalom. Se a sógunok, se a császárok nem voltak ahhoz elég erősek, hogy ezt megtartsák, vagy visszaszerezhessék. Ezáltal ez a két pozíció csupán a politikai egység jelképei maradtak ebben a korszakban, tekintve, hogy semmiféle nagyobb erővel nem rendelkeztek. Maga a bakufu, a sógun hadvezetése is olyannyira meggyengült és jelentéktelenné vált, hogy amikor a sugók (守護, sógun által kinevezett kapitányok, a tartományok sóguni helytartói) a harcokból visszatértek birtokaikra, rá kellett döbbenniük, hogy a bakufunak már nincs hatalma támogatni őket, így 1477 után már magukat kellett megvédeniük a többi családtól. A legtöbb ilyen klán szerepe csökkent, gyakorlatilag csak a Hoszakavák maradtak befolyásosak közülük annak ellenére, hogy az ő hatalmuk is megcsappant.
A császári udvar sem volt jobb állapotban. Bár az összes hivatali pozíciót betöltötték, ennek ellenére olyannyira nem volt már hivatalnokainak hatalma a fővárosban, hogy hiába voltak rendfenntartó szervek, a kihágásokat és bűntetteket gyakorlatilag bárki büntetlenül elkövethette. Tehát a császár a saját fővárosában nem tudta már a rendet fenntartani, gyakran voltak gyújtogatások, rablások. Éppen ezért a város közigazgatását végül a helyi kereskedőkből, illetve kézművesekből alakult szervezetek vették át (tehát a polgárság kialakuló rétege) a tarthatatlan állapotok miatt. Az, hogy ily módon megcsappant a befolyása a sógunnak és a császárnak, leginkább annak tudható be, hogy gyakorlatilag elvesztették sóen birtokaikat (magánkézben levő jövedelmező birtokok). Ugyanis ezeket a területeket a tartományi hadurak szamuráj seregeikkel könnyen elhódították tőlük, így a legfontosabb jövedelmező forrás immáron a tartományurakat gazdagította. Ezért került mind a császár, mind a sógun nehéz anyagi helyzetbe és vesztette el erejét, ugyanis a középkorban a föld jelentette a gazdagságot és a hatalmat. Ebben a korban a legfontosabb az, hogy ki milyen erős, mennyire gazdag és mekkora serege van. Ebben az anarchikus rendszerben bárkiből bármikor lehetett nagyon szegény vagy éppen gazdag ember, ez okozta a nagymértékű társadalmi mobilitást is. Az Ónin-háború megadta azt a végső löketet, amivel jelentős átalakulások kezdődtek, leginkább a társadalomban, gazdaságban, és nem utolsósorban a harcászatban.

## Társadalom
Bár a császár és hatalma már gyakorlatilag csak névleges volt, a korábbi Nanbokucsó-korban létrejött, majd szinte teljesen visszaszorított másik déli udvar még tett egy utolsó, elkeseredett kísérletet arra, hogy visszaszerezze pozícióját. Azonban ezt a kísérletet a hatalmon lévő császár könnyen leverte. Ezek a már jelképes pozícióban lévő emberek a korban sokszor hívták segítségül nagy daimjók segítségét, továbbá nagy presztízst jelentett az, ha valaki segíthetett a hatalmon levő császárnak. Azért volt szükséges a daimjók segítsége, mert a császári udvar már elvesztette legtöbb jövedelemforrása feletti ellenőrzését, hivatalainak hatalma szinte semmivé lett, így az uralkodó a saját fővárosában sem tudta már a rendet fenntartani. Korabeli források arról számolnak be, hogy szinte bárki bármikor gyújtogathatott, garázdálkodhatott, rabolhatott, tehát szinte akadály nélkül bűnözhetett. Ez vezetett ahhoz a változáshoz, hogy a feltörekvő városi rétegből, tehát helyi kereskedőkből és kézművesekből olyan szervezetek kezdtek alakulni, amelyek átvették a városi közigazgatást.

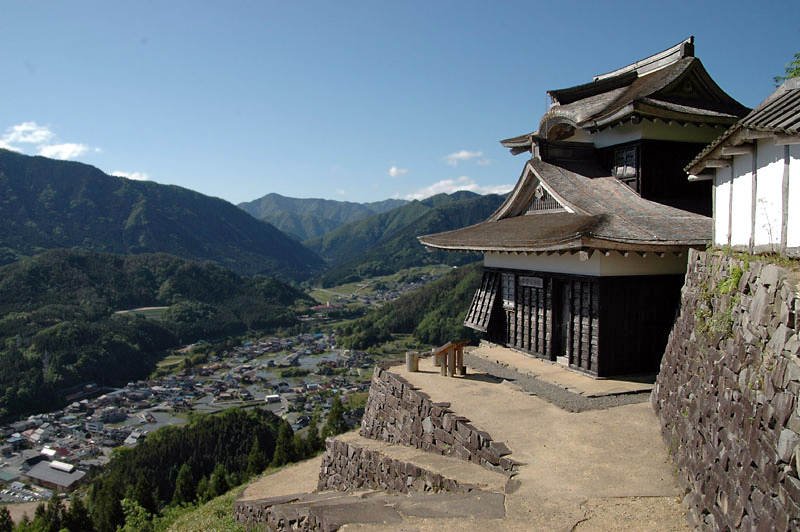
Haga-várkastély várvárosának látképe Hjógo prefektúrában

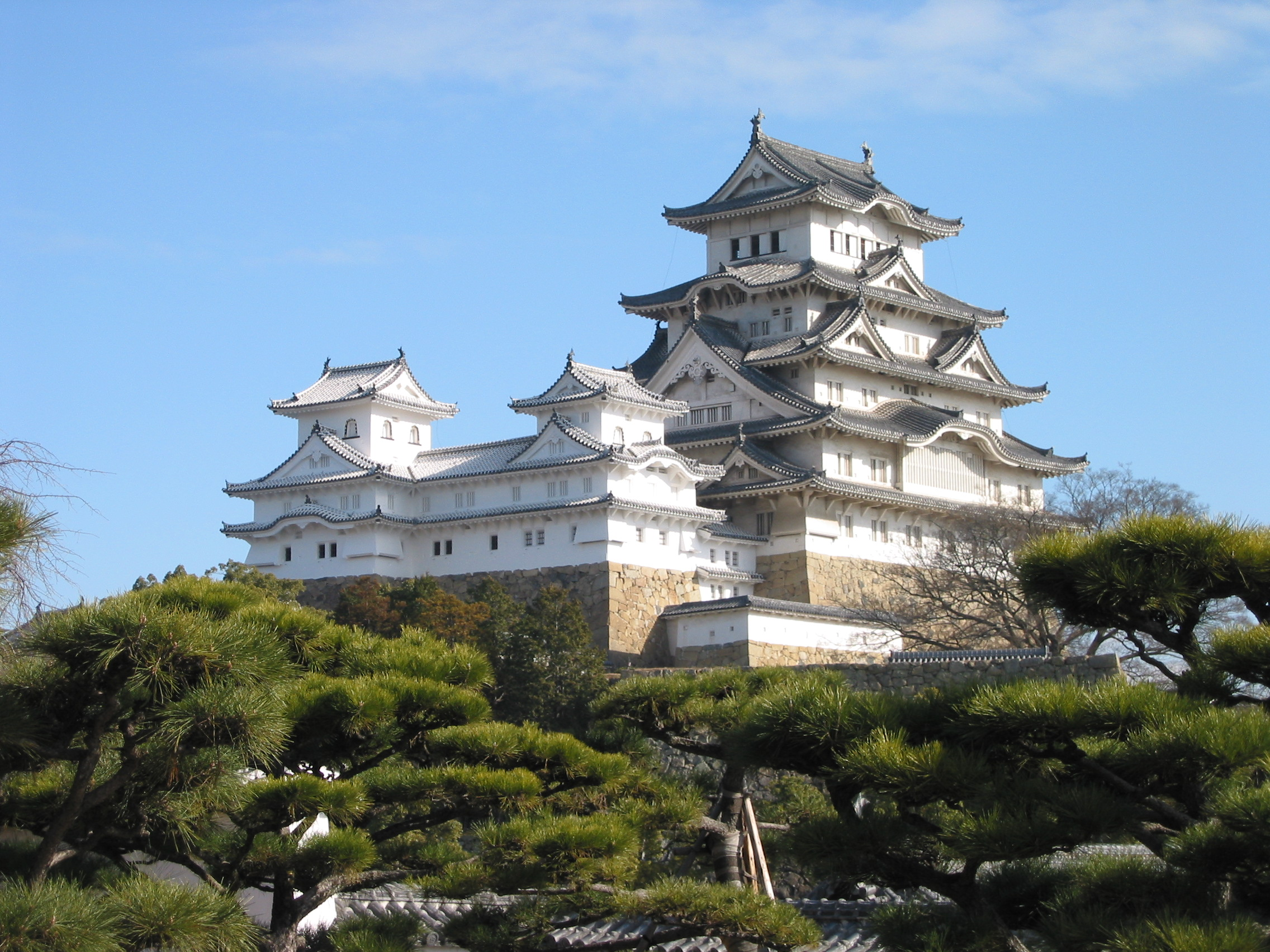
Himedzsi-várkastély

Ebből már látható, hogy micsoda fejlődésnek indult a városiasodás, az urbanizáció. Azon belül is a várvárosok (japánul: 城下町, dzsókamacsi), a várépítészet élte virágkorát, ugyanis az Ónin-háborúk után a földesurak védelmet nyújtottak kereskedőknek, kézműveseknek, sőt még bátorították is őket tevékenységük folytatására. Ennek oka röviden szólva a minél nagyobb pénzmennyiség keresése a legkönnyebb módon. Ehhez pedig leginkább a kereskedők és kézművesek rétege tudott a legtöbbet tenni. Hiszen minél több gazdagabb ember van a városban, annál több adót lehet szedni. Bátorították őket a kereskedelemre, rendszeres vásárok tartására, illetve arra, hogy speciális termékeket készítsenek, mint például a kard, páncél, textilanyag vagy a só. Ezek a termékek az ázsiai kontinensen is híresek, kiváló minőségűek voltak. Továbbá a sok kis állam között a kereskedők bonyolították le a vámok szedését és a pénzváltásokat. Ezek vezettek ahhoz, hogy a kor híres várvárosaiban nem csak a harcos hűbéresek, a szamurájok éltek nagy számban, hanem a kereskedők szervezete és a kézművesek is. Leginkább emiatt lehettek a daimjóknak akkora seregeik és akkora hatalmuk, a földjeik mellett az ezekből befolyt összegekből.
A parasztság, a földművelők, tehát a vidék helyzete is igen sajátságos volt ezekben az időkben. Az állandó háborúskodás miatt ezeket a területeket magára hagyták, azonban adóköteles volt az ott élő parasztság, méghozzá nem egyénenként, hanem falvanként, egy egységként tekintve rájuk. Ha nem érte el egy falu a megszabott fizetési mennyiséget, akkor nem csak egy-két ember kapott büntetést, akik nem dolgoztak annyit, és akik miatt nem érték el a célmennyiséget, hanem kollektívan, az egész falu. Éppen ezért felelősek voltak egymásért az emberek, aminek pedig köszönhető, hogy elkezdtek kialakulni a faluközösségek. Ezek zárt, hierarchikus, önigazgató egységek voltak. Zárt, mivel bizalmatlanok voltak másokkal szemben, féltek földesuruk haragjától, hogy pl: egy másik, ellenséges daimjó szökött emberét fogadják be véletlenül, akit uruk üldöz, és megbünteti az egész falut, ha ilyen történik. Hierarchikus, mivel volt egy vezető, aki felelt a településért, és aki megszervezte a feladatokat, illetve mindenki másnak is meg volt a saját szerepe. Valamint önigazgató, mivel az adózáson kívül más behatás nem is érte ezeket a falvakat, még csak a háborúkból sem érzékeltek túl sokat, illetve rá voltak kényszerítve a fentebb említett okok miatt, hogy összetartsanak, hisz csak magukra számíthattak. Azonban éppen emiatt, hogy rendben és viszonylagos békében élhettek, valamint a földesurak egyik legfontosabb jövedelemforrása a parasztság munkásságából származott, védelemben voltak ők és földjeik is, amiket megművelhettek, tehát jól élhettek.
Végső soron azt a következtetést vonhatjuk le, hogy bár a korábbi korok arisztokráciája súlyos csapásokat szenvedett el, és a helyükön keletkezett társadalmi vákuumban a daimjók foglalták el a vezető szerepet, lehetőséget kaptak az alacsonyabb társadalmi szinteken levő emberek is. Így a daimjó támogatásában könnyen és gyorsan fejlődésnek indulhatott a városlakók és a parasztság rétege, valamint a nagyfokú társadalmi mobilitás. Továbbá hozzá kell tennünk, hogy csak a parasztság japán középkori lakosságának kb. 80-90%-át tette ki, tehát ez a fajta jóléti növekedés általában az ország egészére kiterjedt annak ellenére, hogy közben a folyamatos háborúskodások végig folytak az egész ország területén. Mindezek mellett látnunk kell azt is, hogy voltak parasztfelkelések is annak ellenére, hogy a társadalmi átrétegződés során szerephez jutottak. Méghozzá a történelemben először olyan, hogy gazdasági és politikai célokat is kitűztek, valamint egész országrészekre, tartományokra terjedt ki. Ezek többször sikeresek is voltak a feudális csapatok ellen, 1485-ben még egy parasztköztársaságot is felállítottak Jamasiro tartományban, ami csaknem 10 évig állt fenn. Ehhez hasonló jelenségek még máshol is jelentkeztek, ezért a bakufunak többször el is kellett engednie az adókat és adósságokat.

## Gazdaság
A daimjó és általánosságban a középkor legértékesebb és legjövedelmezőbb forrása a földek voltak, amit megtermeltek és akik megtermelték rajta az élelmiszereket. Ennek következtében a földesurak egyik legfontosabb célja a rizstermesztésre alkalmas területek minél nagyobb mennyiségű növelése és azoknak védelme. Éppen ezért, illetve még az előző kor hatása miatt, a mezőgazdasági termelékenység növekedett a technika és technológia fejlődésével, és az így megtermelt árukat a városokban kialakult állandósuló és rendszeres piacokon el is tudtak adni. A kereskedők és kézművesek munkássága a városokban szintén fontos volt, illetve tevékenységük alapvető lényegessége, ami segítette a gazdaság további növekedését. Mindezek mellett még a bányák hoztak különösen nagy hasznot, azonban ez nem volt általános Japán csekély ásványkincse miatt, ezek nem voltak elterjedtek a földesurak területein.

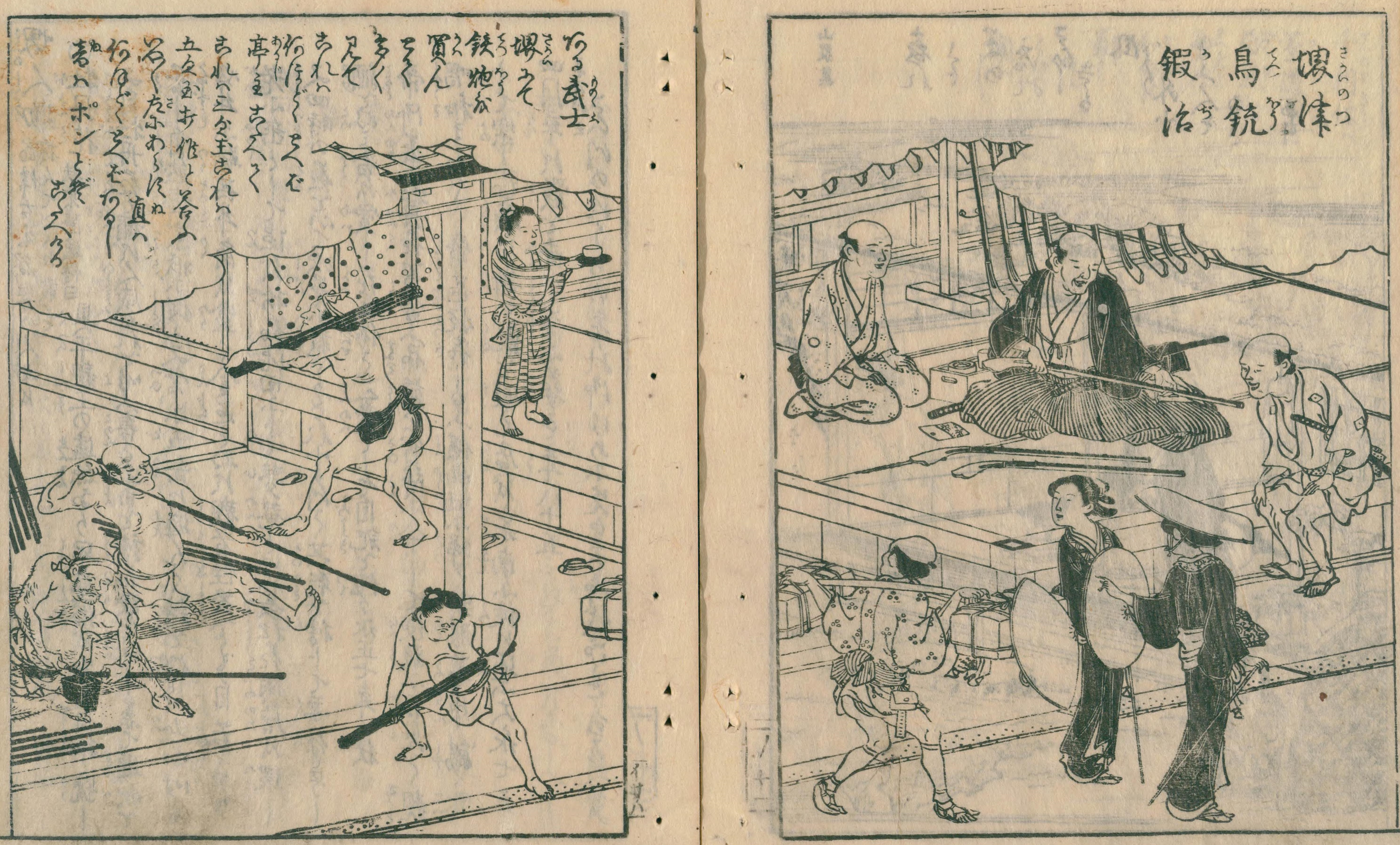
Munkások Szakai városában

További fontos gazdasági forrás volt még a külkereskedelem. Leginkább a Kínával és Koreával való tengeri kereskedelem volt fontos, amit két, európai fogalmakkal „szabad városoknak” nevezhető kikötők a Japán-beltenger területén, Szakai és Hakata bonyolítottak le. Ez két család, a Hoszokavák és Óucsik kezében voltak. Bár nem volt olyan jelentős a japán külkereskedelem mint manapság, ennek ellenére ez is jelentett annyit, hogy iszonyatos előnyre, gazdagságra tegyenek szert. Szakai városa olyan hatalmas fellendülést ért el a kínai importból, hogy 1543-tól még a sógun kormánya is a város helyi kereskedőinek adósai közé tartozott. A város körzetében kialakult erőviszonyok miatt pedig a helyi polgárság gazdasági és politikai kiváltságokra is szert tett. Emiatt mondhatjuk bátran, hogy a 15. század végétől kezdve Szakai már olyan jogállással rendelkezett, mint a magyar szabad királyi városok az európai középkorban. Mindezek mellett az egyetlen város, amelyik a 16. század végéig sikerrel védte politikai kiváltságait. Szakai példájából is látható, hogy milyen jelentős hatással volt egy város életére a külkereskedelem. 1433 és 1549 között 11 expedíció is indult Kínába, az egyik legjelentősebb út során több mint 37 ezer kardot szállítottak. Ez leginkább annak tudható be, hogy Japánban a feudális anarchia beköszöntével a harcászatban a gyalogság szerepe jóval megnőtt, így rövidebb, minőségi gyalogsági kardokat kezdtek készíteni, ami kedveltté vált az ázsiai kontinensen is. Ezen kívül fontos esemény még a portugálok megjelenése 1543-tól kezdve Japánban. Innentől kezdve Európával is megkezdődhetett a kereskedelem, de ekkor még nem volt akkora hatása a dohány és puskapor megjelenésének. Ebben a korban jelentős változás történt még a pénzgazdálkodásban is, ugyanis előtérbe került a rézpénz használat. Az illetmények, adók fizetésére, valamint termények és földek eladására, hitel használatára sokkal praktikusabb, könnyebben kezelhető volt. Ez is hozzásegített a gazdasági élet növekedéséhez. Összességében tehát mondhatjuk, hogy 1550-re a belterjes gazdálkodást folytató japán társadalom és gazdaság immár közel három évszázada elpusztította a korábbi rendszerek (ricurjó- és kenmon-rendszer) maradékát is, és egy új, sokkal erősebb rendszer volt születőben.

## Az ország egyesítése
Már a 16. század elején létrejött az az eszme, vagy mondhatni végső cél a vezető földesurak között, hogy ezt a harmóniát, amit saját földjeiken képesek voltak elérni, kiterjesszék egész Japánra, valamint megszerezzék a sóguni címet, ezzel dicsőséget szerezve nevükre és az ország urává válhassanak. A zűrzavarok közepette a mintegy 250 tartományi földesúrból 13-14 tudott olyan erőssé válni, hogy kiemelkedjen, valamint tudjon küzdeni hosszú éveken át az ország egyesítése érdekében az ellenségek hosszú sorával. De közülük csak egy ember volt képes erre, aki mindenkit legyőzve kitaposta magának az utat, hogy a véres harcok után legalább részben egyesíteni tudja Japánt.

### Oda Nobunaga törekvései

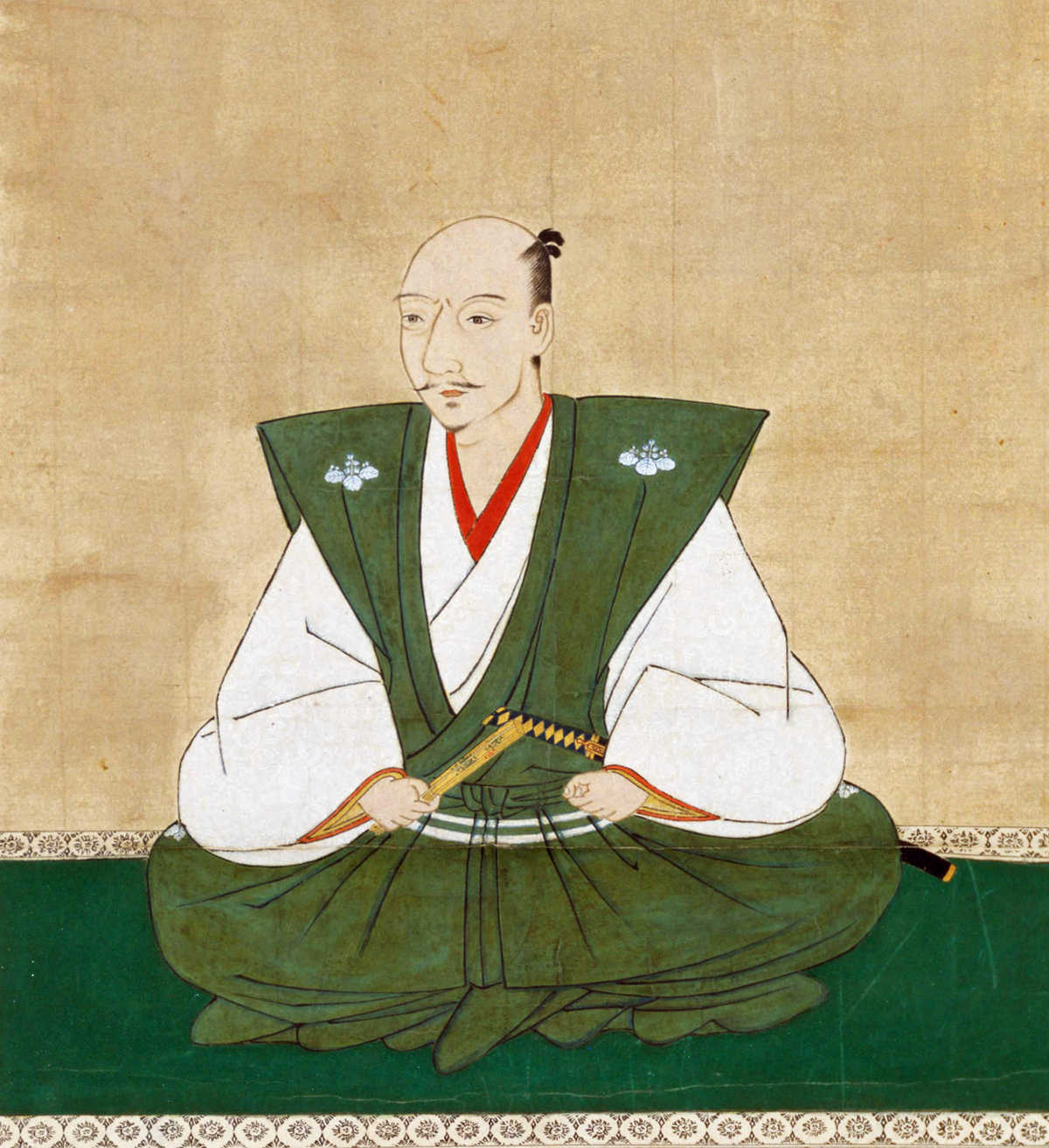
Oda Nobunaga portréja

Oda Nobunaga (japánul: 織田 信長) az ország nagy részének későbbi ura Nagoja kastélyában született 1534. június 23-án Oda Nobuhide (japánul: 織田 信秀) sugo és Cucsida Godzen (japánul: 土田 御前) gyermekeként. A család kisebb földterületekkel rendelkezett Ovari tartományban, tehát nem számított a klán eredetileg a jelentősebb hatalmak közé. Mindemellett arról is ismert volt, hogy a Japánba európaiak által nemrég bekerült tűzfegyverek iránt érdeklődött, ami későbbi katonai sikereinek egyik kulcsává vált. Legelőször az 1575-ös nagasinói csata során vetette be tömegesen ezeket az eszközöket. Apja 1551-ben halt meg váratlanul, Nobunaga ekkor még csak 17 éves. A temetési szertartáson való oda nem illő viselkedése miatt meggyőződtek a család tagjai, hogy kiszámíthatatlansága és fegyelmezetlensége miatt nem alkalmas az Oda-klán vezetésére. Ezek után a család több frakcióra esett szét és hosszas intrikák, gyilkosságok és öngyilkosságok, valamint ravasz cselszövések sorozata vette kezdetét ezért a kisebb tartomány uralásáért. Végül 1559-re Nobunagának sikerült leszámolnia összes ellenségével egész Ovariban és családján belül is, így sikerült kitaposnia magának az utat saját tartományán belül is. Ez a hatalmi építkezés a legjobb példája az egész kor politikai szerveződésének láncolatára. Hiszen ebben a korban központi hatalom híján nem jöhetett semmiféle változás felülről csak alulról. Így először a helyi hatalmasságoknak helyi szinten kellett politikailag szerveződni, amit később ki tudtak terjeszteni regionálisan is, míg legvégül (ami Nobunagának részben sikerült is) az egész birodalmat egyesíteni tudták. Oda Nobunagánál láthatjuk, ahogy először helyileg építi ki hatalmát, és ebből merítve terjeszkedik tovább.
A következő rendkívül fontos állomás a daimjó történetében a Dengaku-hazama szurdokában levő meglepetésszerű támadása egy Okehazama nevű kis falu közelében, a csata erről is kapta nevét. Ellenfele Imagava Josimoto volt, akinek 25.000-es seregéhez csatlakoztak a Macudaira-család csapatai is (Macudaira Motojasu vezetésével, aki később Tokugava Iejaszuként lép a történelem színpadára). Imagava Kiotó felé menetelt, mivel elérkezettnek látta az időt ahhoz, hogy bevonulásával átvegye a hatalmat és megsegítse az Asikaga-shógunátust. Ezzel szemben Nobunagának csupán 1.800 fős serege volt. Azonban itt is megmutatkoztak hihetetlen stratégiai képességei, ugyanis a táborában elesett harcosaik sisakjaiból, zászlóiból és szalmákból felállítottak egy álsereget, amivel elhitetették az ellenséggel, hogy ott táboroznak. Valójában a hátukba támadtak és a kedvező időjárást kihasználva merészen megtámadták az ellenséget. Imagava sokáig azt hitte, csupán dulakodás tört ki seregei közt. Azonban rá kellett döbbennie, hogy az ellenség támadott rá, amikor két szamuráj rátört és megölték. Ezután a győzelem után Nobunaga mellé állt a Macudaira-család, s nem mellesleg a történelem egyik legváratlanabb győzelmét szerezte így meg a hadvezér annak ellenére, hogy a statisztikák szinte a biztos vereséget mutatták. Ezáltal esélye nyílt arra, hogy felemelkedhessen a többi földesúr fölé, amit hosszú harcok során végül el is ért.
Ez a kulcsgyőzelem újabb hétéves háborúskodáshoz és hódításhoz vezetett, aminek eredményeként beírta magát már ekkor a történelemkönyvekbe oly módon, hogy székhelyét északabbra helyezte a Kiotót és Edot összekötő egyik legfontosabb főút, a Nakaszendo mellé. A várat Gifudzsónak keresztelte el, ami utalás a kínai Qi-hegyre, ahonnan elindult útjára a Csou-dinasztia, illetve utal annak alapító hadvezérére is. Ezzel a kastéllyal felhívta magára a kiotóiak figyelmét is. Körülbelül ekkortájt kezdett el pecsétjein megjelenni tartalmas jelmondata is, a „Tenka fubu” (japánul: 天下布武), ami annyit tesz: „Erővel kormányozd a birodalmat”. Későbbiekben ezt használta Nobunaga aláírás gyanánt is. A jelmondat szellemiségével híveitől teljes hűséget, illetve ellenségeitől csakis a feltétel nélküli megadást követelte. Jól látszik Nobunaga erős és harcias szellemisége ezekben az alapelveiben.

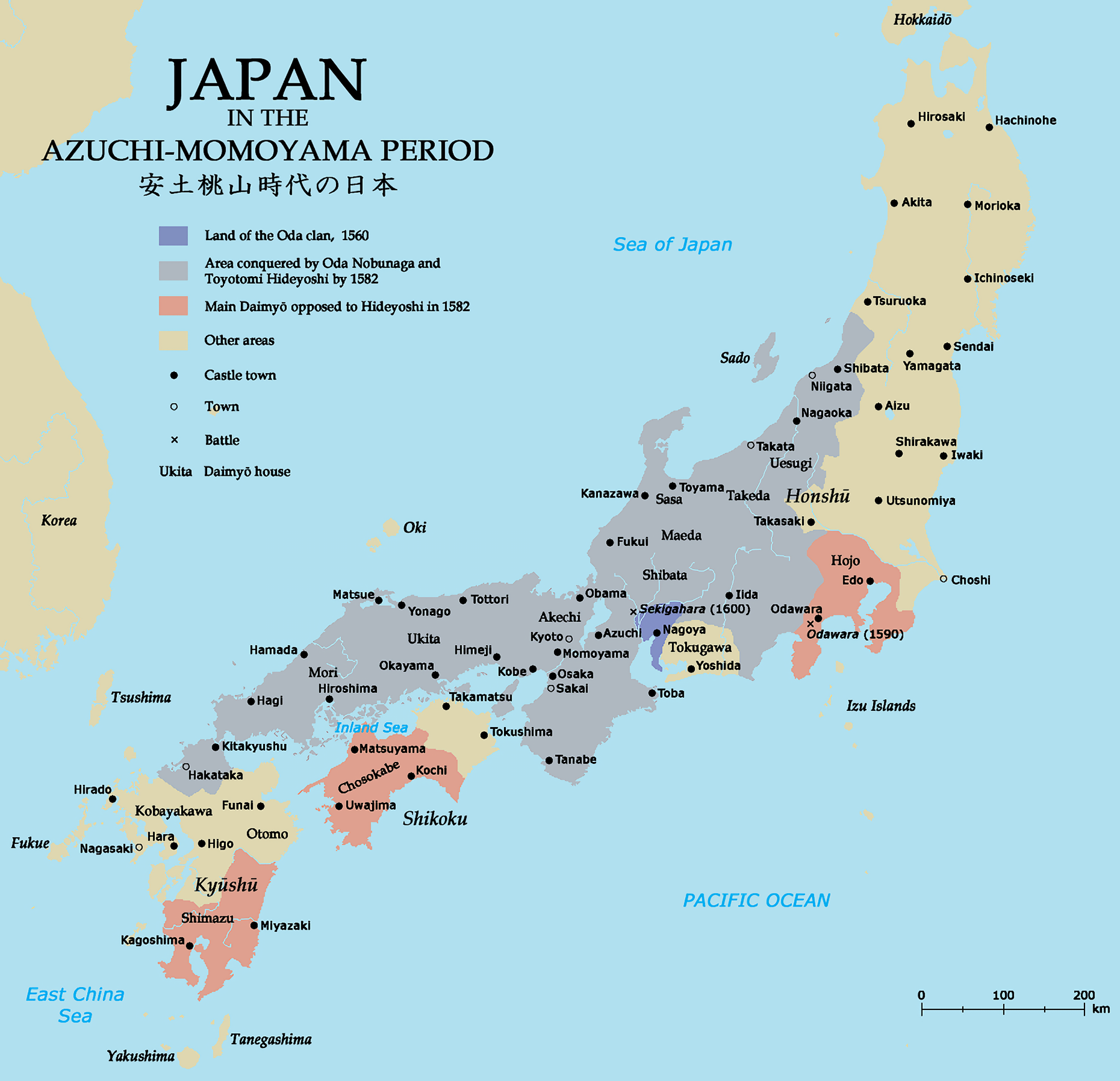
Japán a késő 16. században. Lila színnel látható Ovari tartománya, Oda Nobunaga szülőhelye, szürke színnel pedig az Oda Nobunaga fennhatósága alá tartozó területek

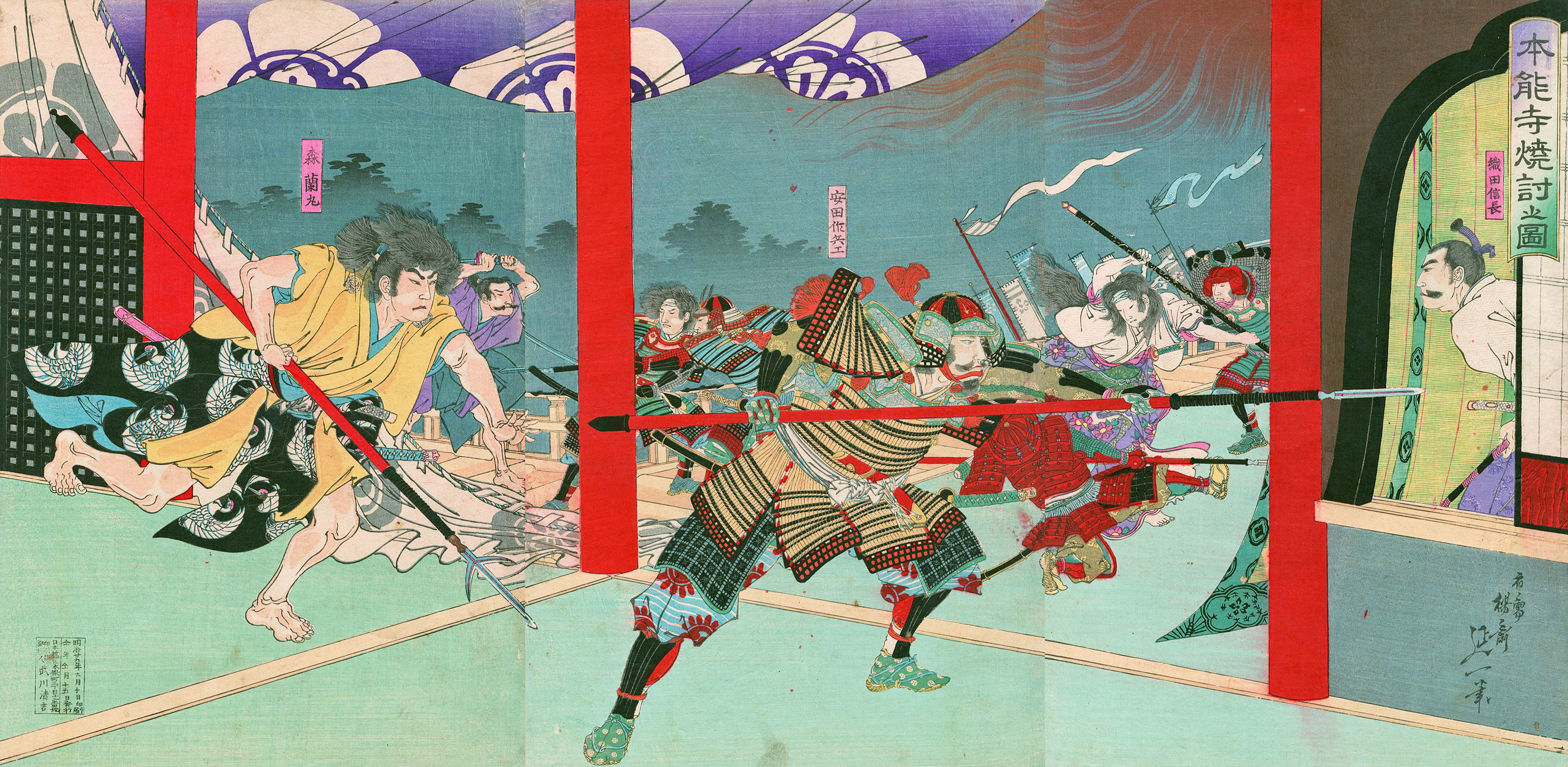
A Honnódzsi-összeesküvés korabeli ábrázolása

Ezek után pedig már nem maradt más hátra Nobunaga számára, minthogy diadalittasan bevonuljon Kiotóba. Az uralkodó parancsára ment a fővárosba, illetve hivatalába helyezte a 16. (és egyben utolsó) Asikaga-sógunt, Asikaga Josiakit, aki mindvégig rosszallta, hogy egy nála alacsonyabban lévő ember, azaz Nobunaga adjon neki parancsokat. Éppen ezért viszonyuk már a kezdetekben sem volt felhőtlen, a sógun sokszor próbálta akadályozni és hátráltatni a hadvezért. Ennek végső eredménye pedig, hogy 1573-ban elűzte Josiakit, aki abban reménykedett, hogy megszabadulhat hatalmaskodó „vazallusától”, szövetségre lépett Nobunaga ellenlábasaival. Így ért véget az Asikaga-bakufu (japánul: 足利幕府) 237 éves regnálása, ezzel véget vetve egy kornak, és ezzel Oda Nobunaga a csúcsra érhetett. Bár élete során a daimjó „csupán” Közép-Japánra tudta kiterjeszteni hatalmát és élete végéig hadakozott ellenfeleivel, mégis azt mondhatjuk, hogy az ország jelentős részét uralhatta, ezáltal ő teljesíthette a szengoku daimjók végső álmát elsőként: dicsőséges harcok sorozatával egyesíteni Japánt és a békét az egész országra kiterjeszteni.
Oda Nobunaga halála éppolyan gyors és hirtelen volt, mint felemelkedése. Egyik hadvezére, Akecsi Micuhide (japánul: 明智 光秀) parancsot kapott tőle, hogy nyisson egy újabb arcvonalat egy ellenséges daimjó ellen, Honsú nyugati csücskében. El is indult Tadzsima kikötőjéből a Seto-beltenger partja mentén nyugat felé haladva, azonban útközben úgy érezte, Nobunaga rosszul bánik vele, ezért visszafordult és Kiotó felé vette az irányt. Érdekes megismétlődése ez a történelemnek, ugyanis a Muromacsi-korszak is így kezdődött, hogy Asikaga Takaudzsi a Hódzsók ellen fordult, ami által meg tudta alapítani az Asikaga-sógunátust. Akecsi 1582 júniusában érkezett a Kiotói Hokke-szekta egyik nagyobb, a város Simogjó-negyedében található templomába, a Honnódzsibe, ahol épp tartózkodott Nobunaga. Ezért is hívják ezt az esetet Honnódzsi-összeesküvésnek (japánul: 本能寺の変, Honnódzsi no hen). Ennek eredményeként hosszas harcok után június 21-én a lázadó tábornok szeppukura kényszerítette Oda Nobunagát. Így ért véget Japán egyik legnagyobb hadvezérének élete, aki nélkül nem kezdődhetett volna el a feudális anarchia vége és a több mint 250 évig elzártan és békében lévő Japán korszaka.

## Összegzés
A fentebbiekből látható, hogyan jutott el Japán a középkori feudalizmusból az Ónin-háboruktól kezdődően a feudális anarchia több mint száz évébe, hogy milyen jelentős társadalmi és gazdasági változásokat eredményezett, ami megalapozta a tőkés modern Japán gazdaságot a későbbiekben, valamint hogy Oda Nobunaga, egy ambiciózus hadvezér milyen sokra vihette a korban tehetségével. Nobunaga tervét egyik tábornoka, Tojotomi Hidejosi tudta megvalósítani rövid időn belül, volt urának gyilkosait megbüntette, majd egyesítette egész Japánt. Hidejosi halála után pedig 1600-ban Tokugava Iejaszu kezébe került a hatalom a szekigaharai csata következtében, ezáltal megkezdődött 1603-tól a Pax Tokugava időszaka, azaz a békés Edo-korszak.